# Miho Dukov
Miho Dukov (n. 29 octombrie 1955, Șivacevo, Sliven, Bulgaria) este un luptător ce a reprezentat Bulgaria, medaliat olimpic. A participat la 2 ediții ale Jocurilor Olimpice (1976, 1980) în care a câștigat o medalie de argint.